# Arcuphantes chikunii
Arcuphantes chikunii är en spindelart som beskrevs av Ryoji Oi 1979. Arcuphantes chikunii ingår i släktet Arcuphantes och familjen täckvävarspindlar. Inga underarter finns listade i Catalogue of Life.